# Newton (Einheit)
Das Newton [ˈnjuːtn] (Einheitenzeichen: N, benannt nach dem Physiker Isaac Newton) ist die SI-Einheit der physikalischen Größe Kraft. Ausgedrückt in den Basiseinheiten Kilogramm (kg), Meter (m) und Sekunde (s) lautet die Definition:

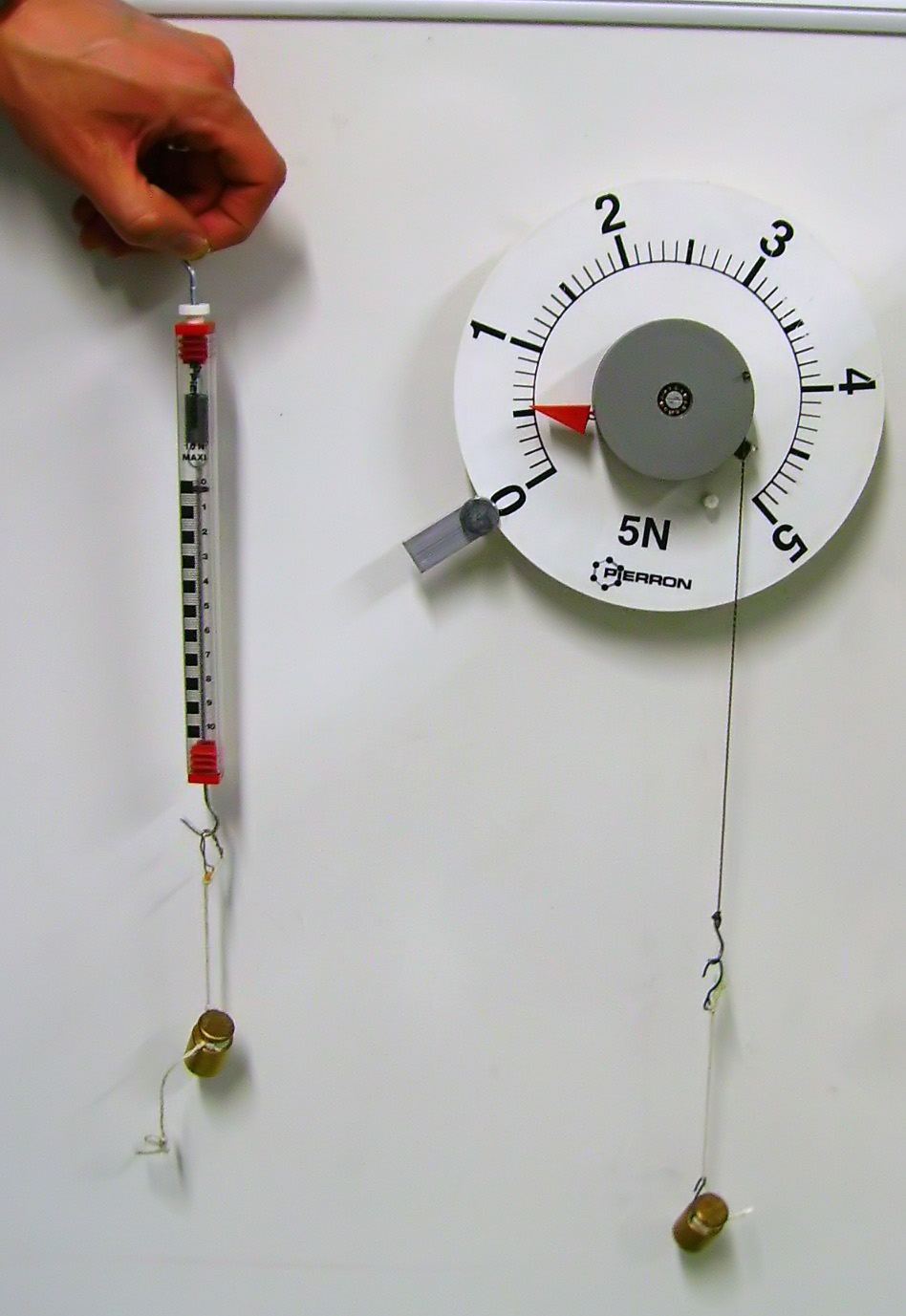
Mit zwei verschiedenen Kraftmessern wird jeweils die Gewichtskraft eines Wägestückes in der Einheit Newton (N) bestimmt.

{\displaystyle 1\,\mathrm {N} =1\,{\frac {\mathrm {kg} \cdot \mathrm {m} }{\mathrm {s} ^{2}}}}

## Geschichte
Der Name „Newton“ wurde 1913 auf der 5. Generalkonferenz für Maß und Gewicht (CGPM) als Maßeinheit des MKS-Systems für die Kraft vorgeschlagen. Auf der 9. CGPM 1948 wurde das Newton dann auf Vorschlag der Internationalen Union für Physik offiziell in den Katalog der benannten Einheiten aufgenommen.
Bis zum Jahr 1978 wurde im sogenannten technischen Maßsystem die Einheit Kilopond (kp) für die Kraft verwendet. Ein Kilopond verkörpert das Gewicht einer Masse von 1 kg bei Standardschwerkraft. Daraus ergibt sich ein Umrechenfaktor von 1 kp = 9,80665 N beziehungsweise 1 N ≈ 0,10197 kp. Gegenüber dem Kilopond hat das Newton den Vorzug, dass sich die Grundgleichung der Mechanik {\displaystyle {\vec {F}}=m{\vec {a}}} ohne Proportionalitätsfaktor schreiben lässt, weil sich das Newton direkt aus den Basiseinheiten für Masse, Länge und Zeit ergibt (Kohärenz).

## Veranschaulichungen
Dynamische Beispiele (Geschwindigkeitsveränderungen)
Ein Newton ist die Größe der Kraft, die aufgebracht werden muss, um einen ruhenden Körper der Masse 1 kg innerhalb einer Sekunde gleichförmig auf die Geschwindigkeit {\displaystyle 1\,{\tfrac {\mathrm {m} }{\mathrm {s} }}} zu beschleunigen.
Oder:
Ein Newton ist die Größe der Kraft, die aufgebracht werden muss, um einem Körper der Masse 1 kg die Beschleunigung {\displaystyle 1\,{\tfrac {\mathrm {m} }{\mathrm {s} ^{2}}}} zu erteilen.
Oder:
Ein Newton ist die Größe der Kraft, die aufgebracht werden muss, um bei einer geradlinigen Bewegung die Geschwindigkeit eines Körpers der Masse 1 kg innerhalb einer Sekunde gleichförmig um {\displaystyle 1\,{\tfrac {\mathrm {m} }{\mathrm {s} }}} zu ändern.
Statische Beispiele
Wenn man die Gewichtskraft eines Objektes in einem Schwerefeld angeben will (was üblicherweise in Newton erfolgt), ist das zu unterscheiden von der Masse des Objektes, die in Kilogramm angegeben wird. Als Faustregel gilt: 1 kg entspricht auf der Erdoberfläche etwa 10 N, diese Größen sind aber, so wie deren Einheiten kg und N, grundverschieden. Da die mittlere Erdbeschleunigung (der sog. Ortsfaktor) auf Meereshöhe {\displaystyle 9{,}81\,{\tfrac {\mathrm {m} }{\mathrm {s} ^{2}}}} beträgt, erfährt ein Körper der Masse 1 kg dort eine Gewichtskraft von 9,81 N. Umgekehrt ist 1 Newton die Gewichtskraft, die auf einen Körper mit der Masse 102 Gramm wirkt.
Die Masse in Kilogramm (kg) entspricht näherungsweise der Gewichtskraft in Dekanewton (daN).
Maximalbelastungen von Fußböden werden oft in Newton oder Newton pro Quadratmeter angegeben. Auch die Reißfestigkeit von Seilen (z. B. Abschleppseilen) oder die Belastungsgrenze von Kränen wird oft in Newton angegeben – oder sie wurde mittels obiger Faustformel in eine zulässige Masse umgerechnet: Man teilt die zur Krafteinheit Newton gehörende Maßzahl durch 10, um die zur Masseneinheit Kilogramm gehörende Maßzahl zu erhalten. Beispiel: ein Seil mit der Belastungsgrenze 3000 N kann maximal 300 kg tragen.

## Gebräuchliche Vielfache
Das Einheitenzeichen kann mit den üblichen Vorsätzen für Maßeinheiten kombiniert werden. Gebräuchlich sind:
- MN, Meganewton (1.000.000 Newton) ist eine Einheit, die bei Schubkräften großer Feststoffraketen (wie etwa beim Space-Shuttle) verwendet wird.
- kN, Kilonewton (1.000 Newton) ist die übliche Einheit für Kräfte im Bauwesen (1 kN entspricht etwa der Gewichtskraft einer Masse von 100 kg), außerdem der Schubkraft von Strahl- und Raketentriebwerken für Flugzeuge und große Raketen sowie der Zug- und Bremskraft für Lokomotiven und Eisenbahn-Triebfahrzeuge.
- daN, Dekanewton (10 Newton) ist eine Einheit, die z. B. in der Hebetechnik wie auch bei Ladungssicherung zur Angabe der Tragfähigkeit oder der Bruchfestigkeit von Seilen oder Gurten verwendet wird und entspricht etwa der Gewichtskraft, die auf eine Masse von 1 kg wirkt (1 daN ≈ 1 kp). Ein Seil mit einer Bruchlast von 1000 daN kann daher ungefähr 1000 kg tragen.
- cN, Centinewton oder Zentinewton (0,01 Newton) ist eine übliche Einheit bei der Beschreibung der Festigkeit von Fasern und Garnen (z. B. cN/dtex) und entspricht auf der Erde etwa der Gewichtskraft, die auf eine Masse von 1 Gramm wirkt.
- mN, Millinewton (0,001 Newton) ist die übliche Einheit der Schubkraft von Ionentriebwerken.